# 塞謝凱縣

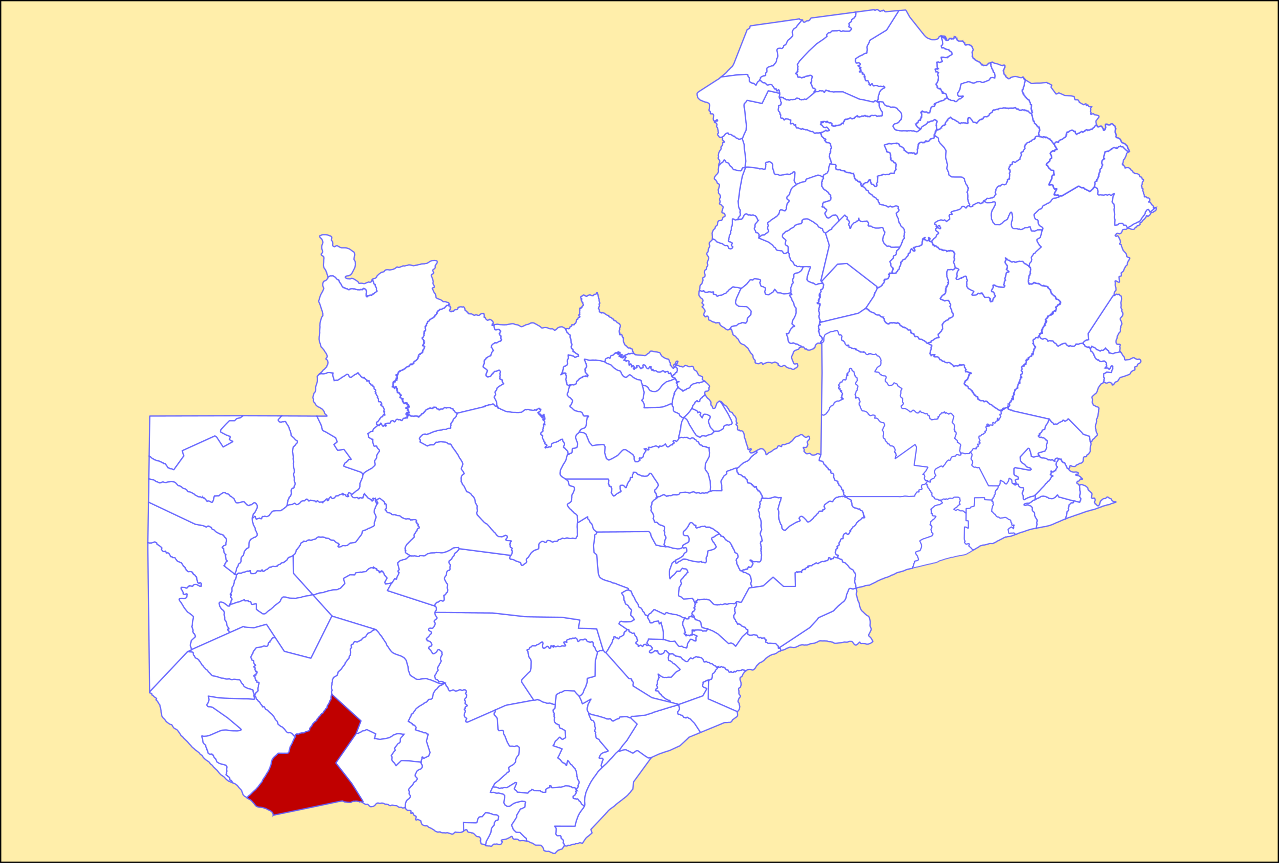

16°45′S 24°20′E / 16.750°S 24.333°E
塞謝凱縣（英語：Sesheke District），是贊比亞的縣份，位於該國西部，由西方省負責管轄，首府設於塞謝凱，面積29,272平方公里，2010年人口99,384，人口密度每平方公里3.4人。